# Príncipe de Asturias (R-11)
El Príncipe de Asturias (R-11) era un portaavions per a avions STOVL de l'Armada espanyola que podia carregar fins a 29 aeronaus. El R-11 va ser el vaixell insígnia de la flota naval espanyola, i va ser el tercer portaavions de la història de l'Armada espanyola.
El portaavions fou construït a Ferrol (Galícia) i fou botat el 22 de maig de 1982 amb una eslora de 159,9 m, una mànega de 24,3 m i un calat de 9,4 m. Fou un projecte de gran envergadura econòmica i tecnològica que comportà un gran nombre de retards i augments de cost. El 2013 va ser substituït pel vaixell d'assalt amfibi, el Juan Carlos I (L-61).